# Ебана
Ебана (Есбаел) (*д/н — після 450) — цар Аксуму з 439 року.

## Життєпис
Спадкував батькові — цареві Елі-Аміді, посівши трон за різними версіями 439 або 450 року. Відомий завдяки численним монетам, які знайдено переважно на півдні Аравійського півострова. Це може свідчити про продовження актвиної політики в цьому регіоні, зокрема намагання царя Аксуму зміцнити тут свою владу. На аверсі монет було забражено ЕБ АНА (ім'я царя) та хрест, на звороті — CIN CAX ACA SAC і ANA BAS CAC SEB.
Трон спадкував його брат Незол